# Gorenje Kamenje
Gorenje Kamenje – wieś w Słowenii, w gminie miejskiej Novo mesto. W 2018 roku liczyła 106 mieszkańców. 